# Fortaleza de Doboj

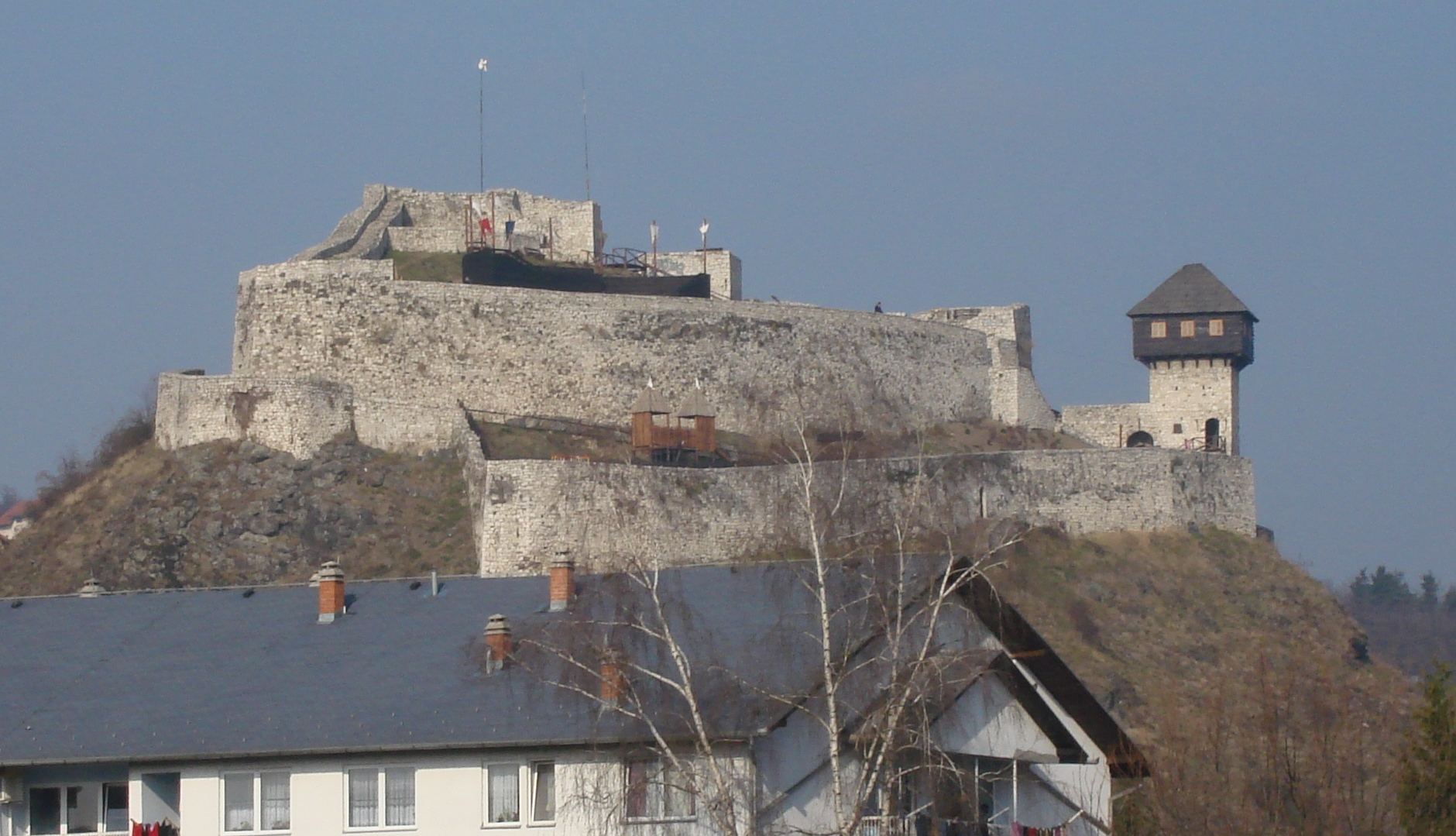
Vista da Fortaleza de Doboj

A Fortaleza de Doboj ou Gradina está localizada na cidade de Doboj, no norte da Bósnia e Herzegovina.

## História
Esta grande estrutura de pedra era uma das defesas mais importantes do medieval ducado de Usora, sendo construída no início do século XIII no local de uma  fortaleza do fim do século X e início do XI, construída esta à base de argila e madeira. No primeiro período de sua existência, início do século XII até o ano de 1415, a fortaleza era no  estilo de arquitetura românica. Ela foi queimada e saqueada pelo menos 18 vezes, conforme relatos escritos oficiais, durante a sua história.
Após a sua reconstrução em 1415 a fortaleza adquiriu mais de uma  estrutura gótica e tinha uma sua torre de menagem reforçada com paredes espessas de até 3 metros sendo porém de um metro de espessura na parede leste, bem como a adição de um bastião com seis canhões em cima do mesmo.
A torre do capitão era a característica dominante com uma torre de menagem quadrada mais alta dominando a fortaleza. Três torres grandes estrategicamente protegem os flancos da fortaleza, tornando qualquer ideia de um ataque uma tentativa de suicídio. 

## Captura por austro-húngaros
Em 1878, exércitos austro-húngaros tomaram a fortaleza após a batalha com a população local. No início do século XX, a fortaleza tinha perdido a sua importância militar, mas continuava sendo uma das mais importantes estruturas medievais na Bósnia e Herzegovina e o símbolo mais conhecido da moderna cidade de Doboj.